# Sour Lake
Sour Lake – miasto w Stanach Zjednoczonych, w stanie Teksas, w hrabstwie Hardin.